# William Ward Burrows I

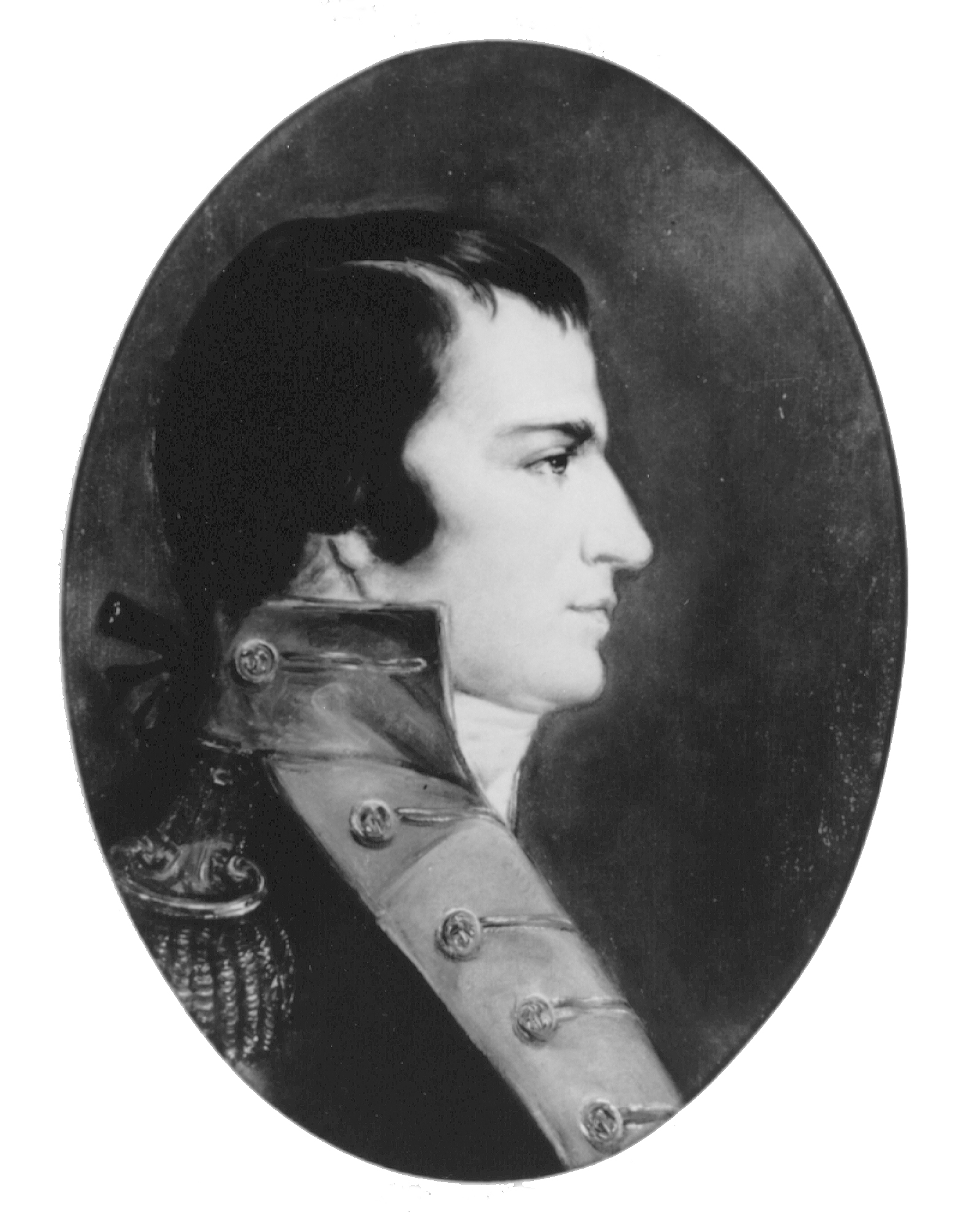
William W. Burrows

William Ward Burrows I (* 16. Januar 1758 in Charleston, South Carolina; † 6. März 1805 in Washington, D.C.) war zweiter Commandant of the Marine Corps (Befehlshaber). Sein Sohn William Ward Burrows II war ein hochdekorierter Offizier in der U.S. Navy.

## Leben
Burrows wurde in Charleston, South Carolina, geboren. Er diente im amerikanischen Unabhängigkeitskrieg in den Streitkräften von South Carolina. Nach dem Krieg zog er nach Philadelphia, Pennsylvania, um als Anwalt zu praktizieren.
Oberstleutnant Burrows starb am 6. März 1805 in Washington, D.C. Er wurde auf dem Friedhof der Presbyterianer in Georgetown beerdigt. Am 12. Mai 1892 fand eine Umbettung auf den Arlington National Cemetery statt.

## Militärische Laufbahn
Am 12. Juli 1798, dem Tag nach der Verabschiedung des Gesetzes zur Gründung des United States Marine Corps als ständige Einheit der U.S. Navy, ernannte Präsident John Adams Burrows zu deren Commandant im Rang eines Majors.
Seine erste Aufgabe war es, durch Rekrutierung und Ausbildung die Stärke der Abteilungen der Marineinfanterie auf den Schiffen der Marine sicherzustellen. Burrows zog mit seinem Stab Ende Juli 1800 aus der ersten Unterbringung nahe Philadelphia nach Washington, D.C.
Burrows wurde am 1. Mai 1800 zum Oberstleutnant befördert. Nach Ende der Auseinandersetzungen mit Frankreich beharrte der Kongress darauf, die Ausgaben für die Marine zu reduzieren. Burrows Bemühungen, die Existenz des Marine Corps zu sichern, wurden durch den Ausbruch des amerikanisch-tripolitanischen Kriegs erleichtert. Das Corps wurde gebraucht, um die Marineeinheiten im Mittelmeer mit Seesoldaten zu unterstützen.
Oberstleutnant Burrows wird die Gründung einer großen Zahl von Einrichtungen des Corps zugeschrieben, darunter vor allem die U.S. Marine Band. Er entwickelte Standards für die professionelle Leistung und das persönliche Verhalten seiner Offiziere, für die das Corps noch heute berühmt ist.
Gesundheitliche Probleme zwangen ihn, am 6. März 1804 aus dem Dienst auszuscheiden. Er verstarb ein Jahr später im Alter von nur knapp 47 Jahren.

## Ehrungen

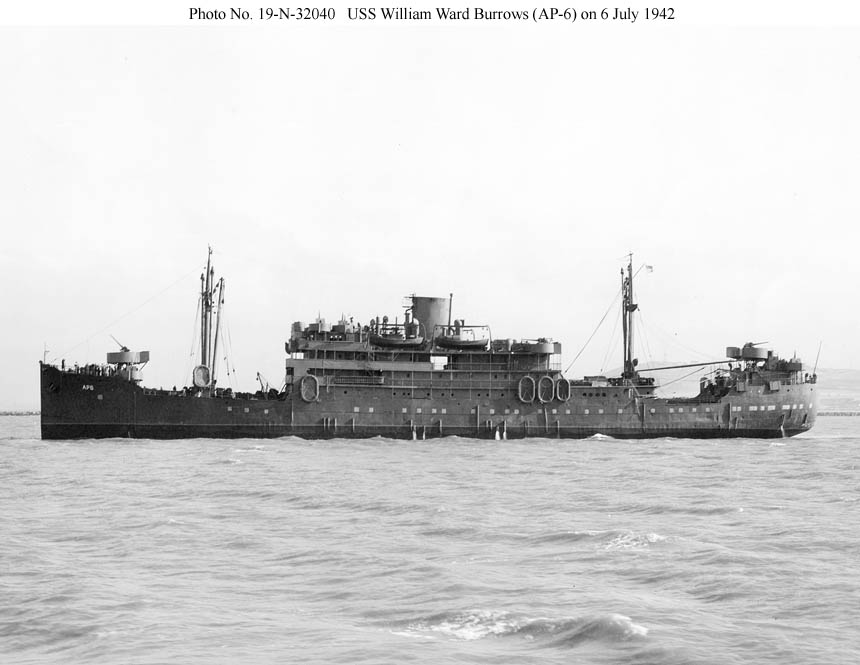
USS William Ward Burrows (AP-6) im Jahr 1942

Das Transportschiff USS William Ward Burrows (AP-6) (im Dienst 1940 bis 1946) wurde nach William Ward Burrows I benannt.